# Église Saint-Aignan de Brinay
L'église Saint-Aignan est une église catholique située sur la commune de Brinay, dans le département du Cher, en France.

## Historique
L'église Saint-Aignan est un édifice ne présentant pas de caractère particulier. Elle consiste en une nef rectangulaire suivie d'un chœur de même plan et précédée d'un auvent ou caquetoir.
Ce qui rend cette église particulièrement intéressante, ce sont ses peintures murales romanes découvertes dans le chœur en 1911-1912. Le mur plat du chevet est composé de petits moellons presque réguliers. Il fait apparaître deux baies bouchées qui s'ouvraient sous un arc cintré, « formé de claveaux très minces que relient de larges joints, et étaient placées sous une archivolte composée de petites briques, terminée, à droite et à gauche, par les amorces d'un cordon ». Les murs latéraux paraissent plus jeunes, mais sont recouverts des peintures murales du XIIe siècle. Ce chœur était une chapelle construite au XIe siècle.
À cette chapelle a été ajouté au XIIe siècle la nef actuelle. Elle est couverte d'un berceau en bois, éclairée par des fenêtres en plein cintre. Elle communique avec le chœur par une arcade cintrée.
Le clocher a été ajouté au XVIIe siècle. La cloche porte la date de 1685.
Le caquetoir a été construit au XIXe siècle.
L'édifice est classé au titre des monuments historiques en 1972.

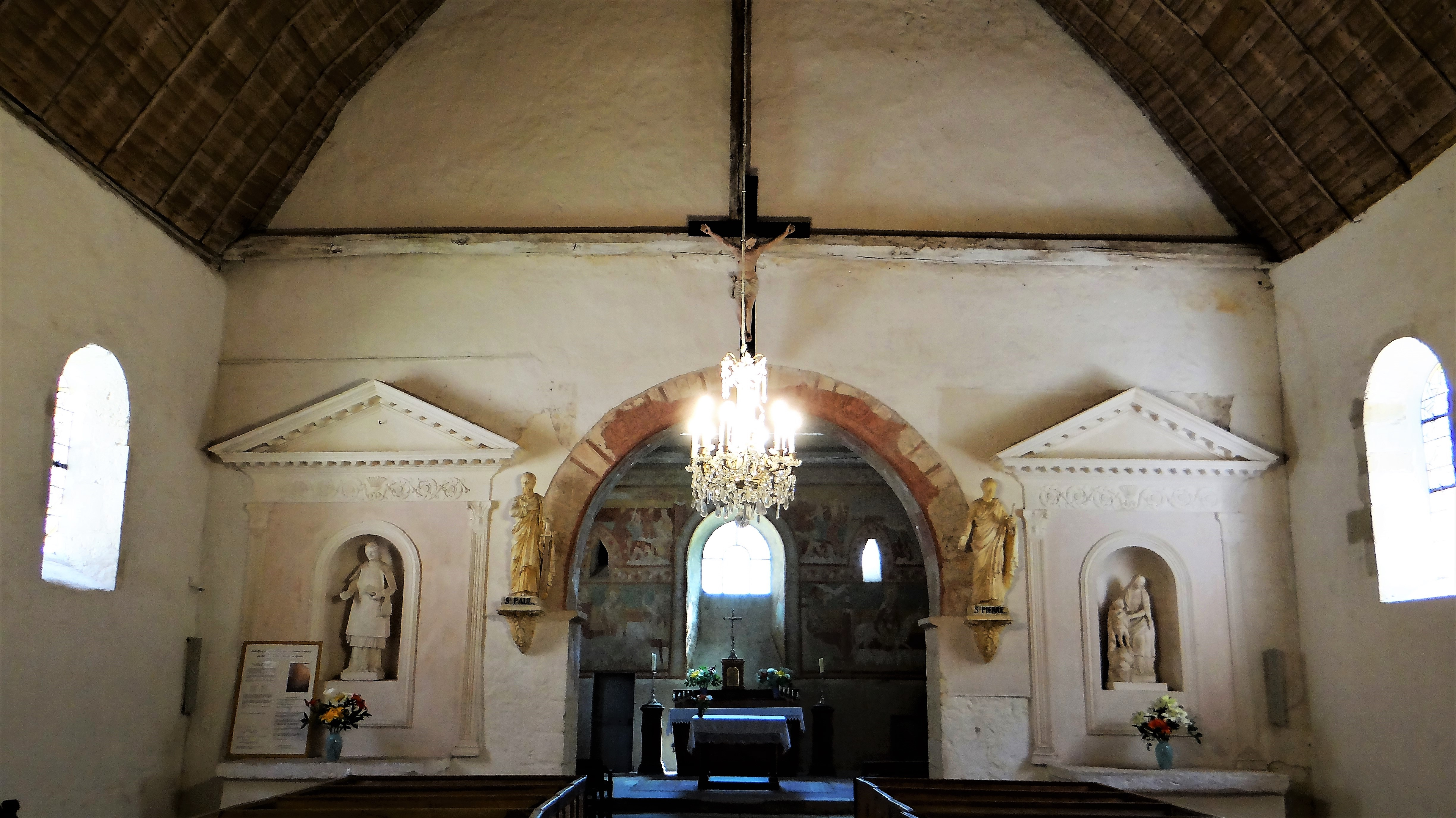
La nef.
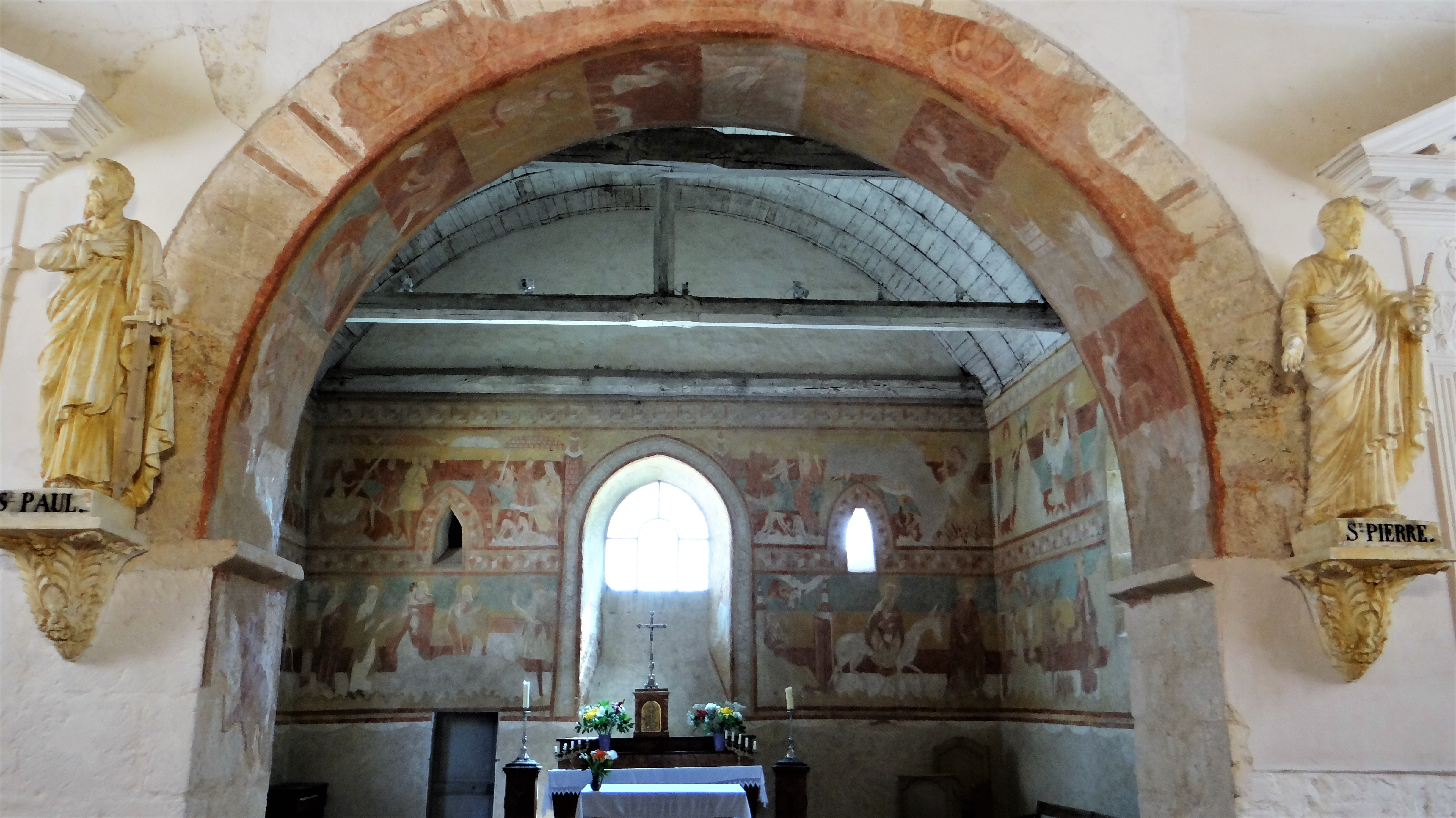
Le chœur vu depuis l'arcade avec les peintures murales sur le mur du chevet et celles en sous-face de l'arcade.

## Peintures murales du chœur
Les peintures murales du chœur ont été découvertes par André Humbert en 1912,,.
À partir du style des mouvements, des vêtements, de la coiffure des paysans, la date de réalisation des peintures a été fixée autour du milieu du XIIe siècle.
Ces peintures murales se développent sur les quatre murs du chœur qui devait être la chapelle initiale, construite au XIe siècle. Sur les côtés nord, est et sud ont été traités, sur deux registres, les événements essentiels de la vie de Jésus avant la Passion.  Sur le mur ouest ont été peints des prophètes et des évangélistes. 

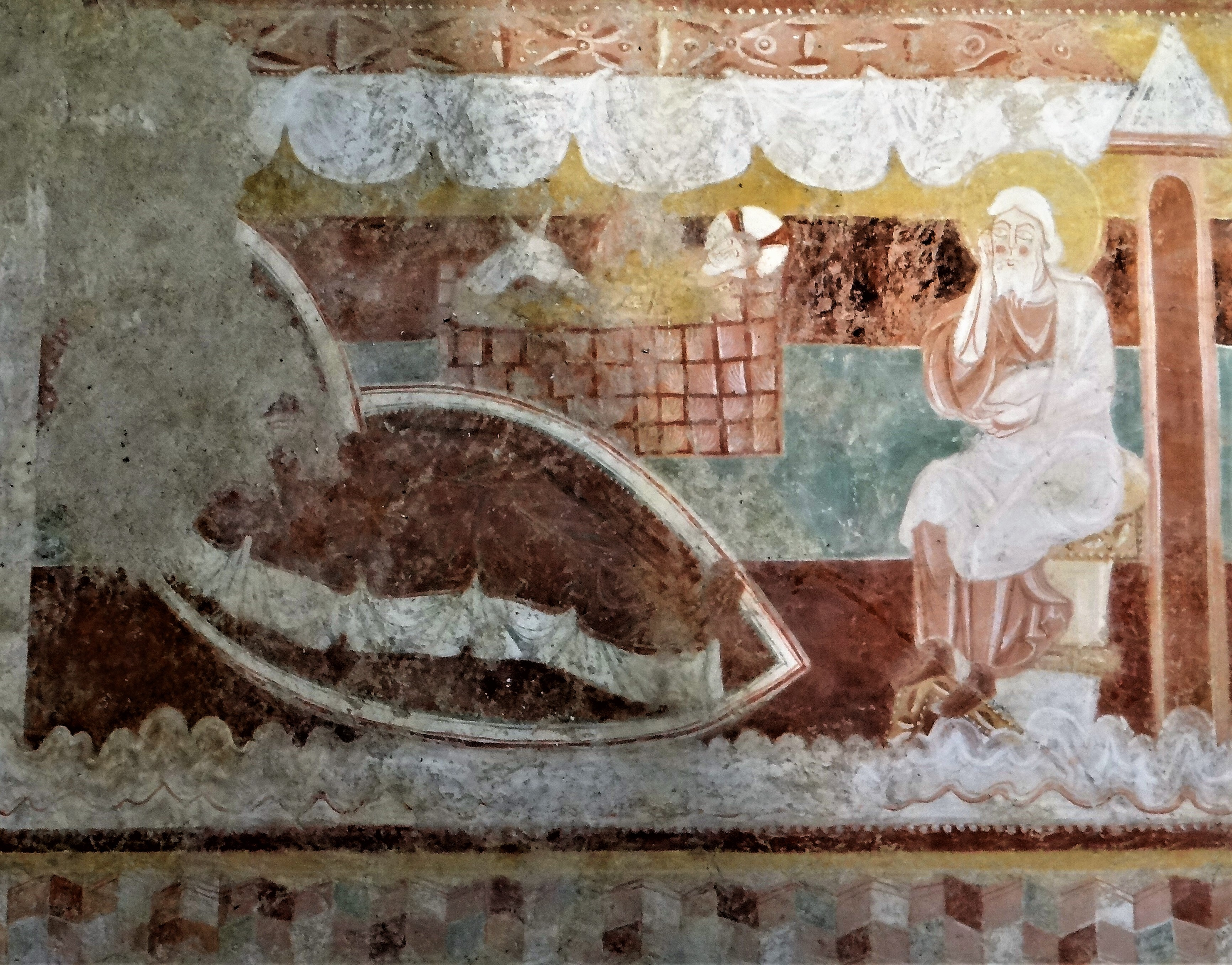
Nativité.
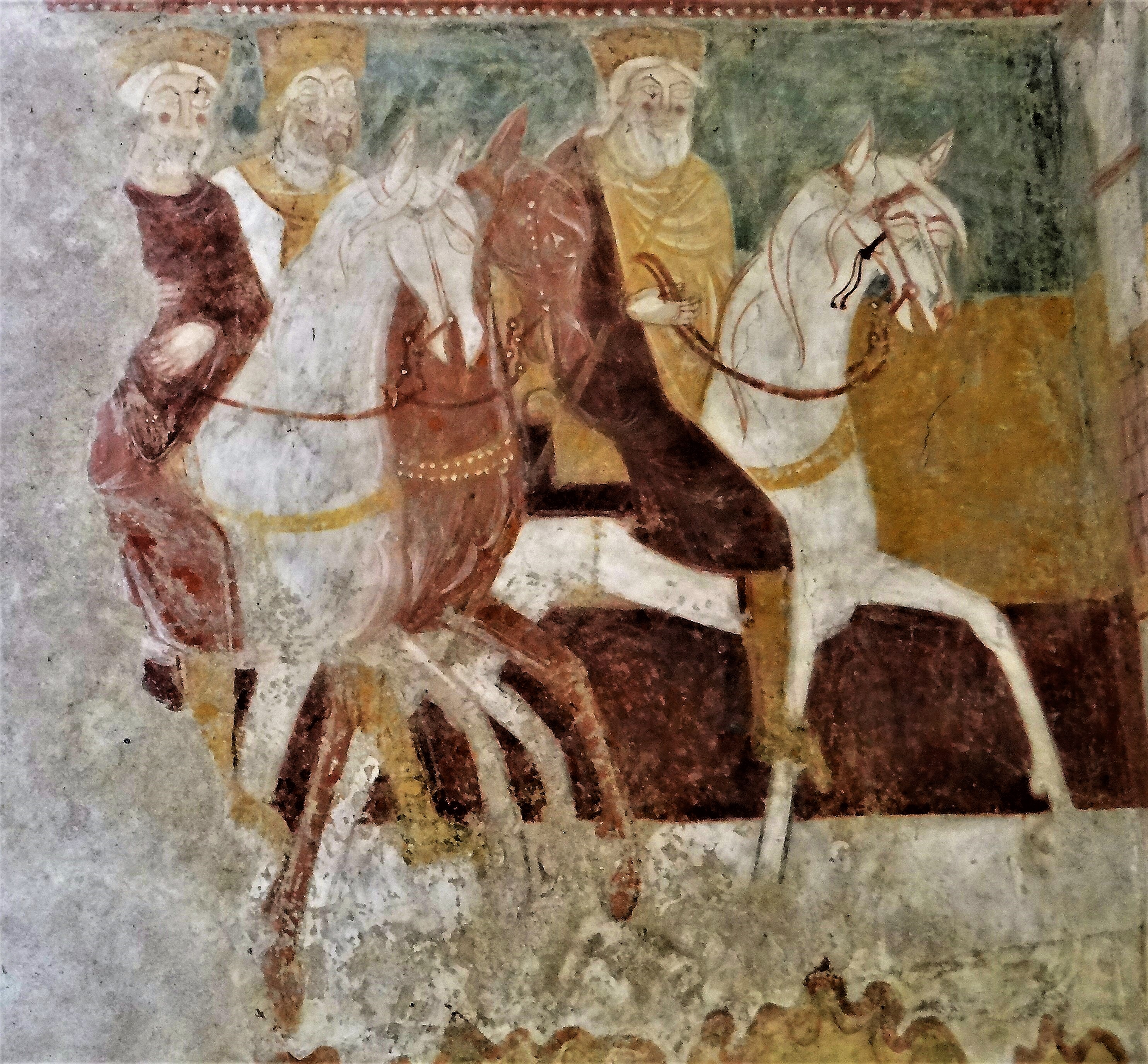
Le retour des rois mages.
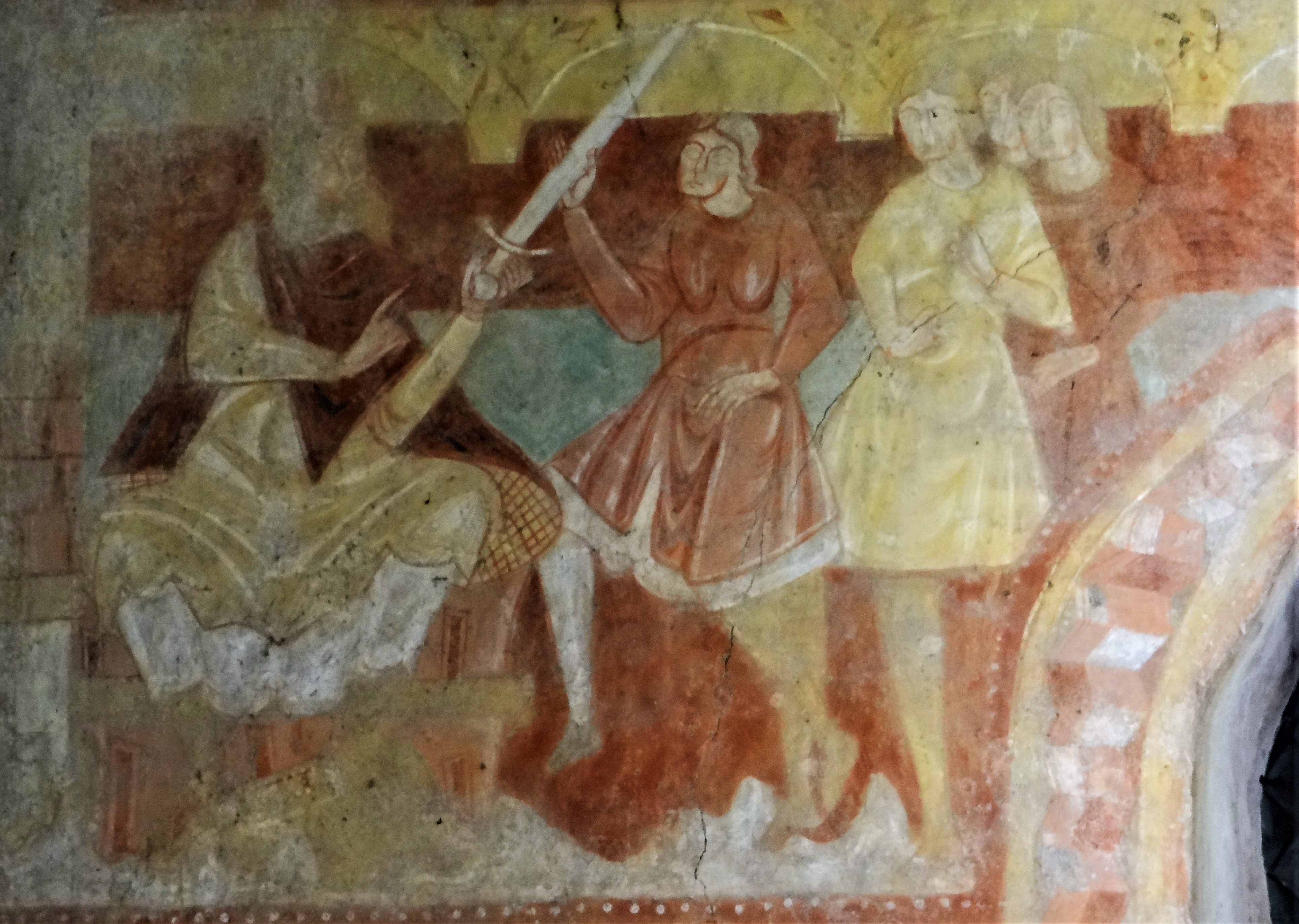
Hérode ordonne le massacre des Innocents.
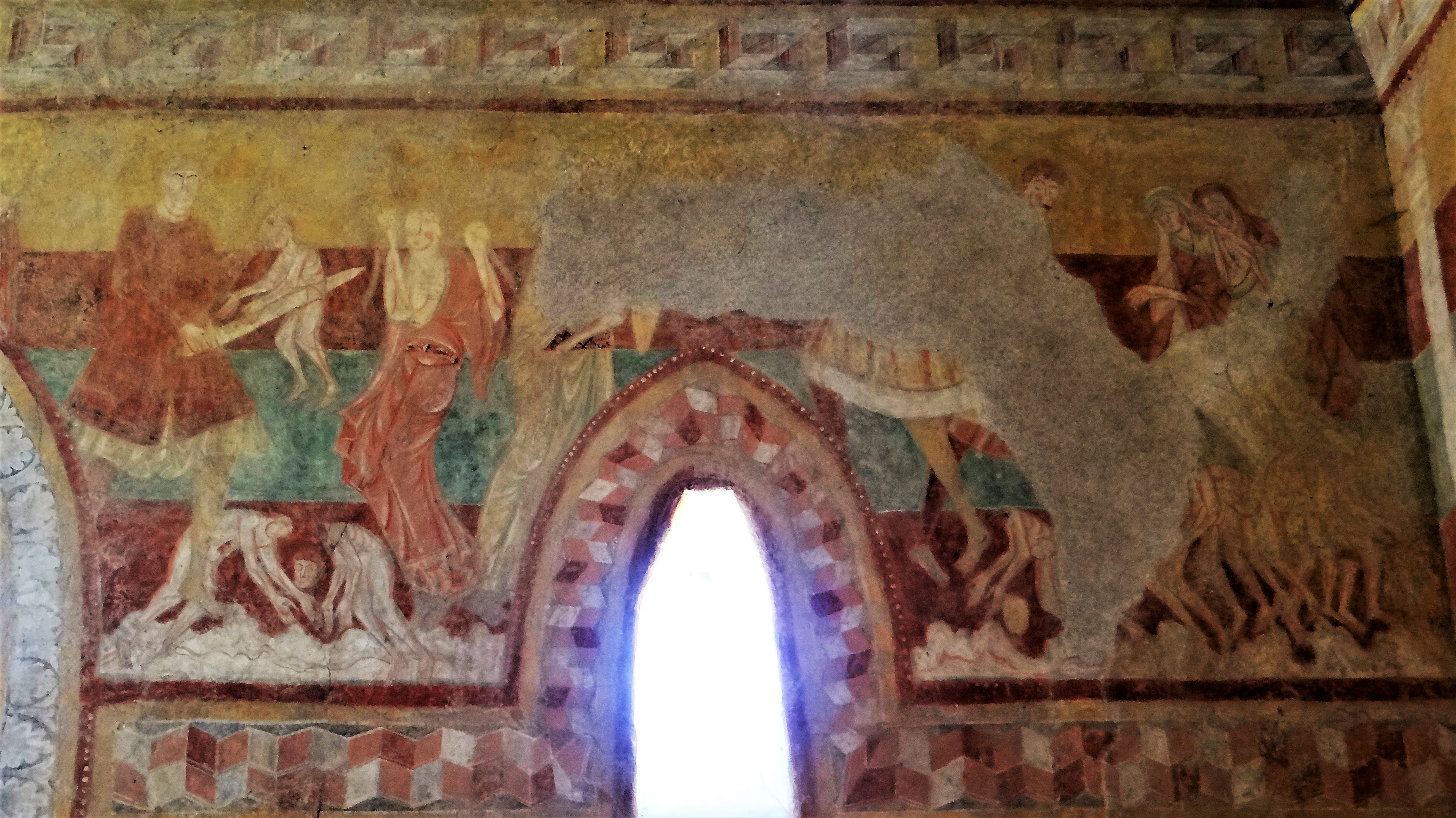
Massacre des Innocents.
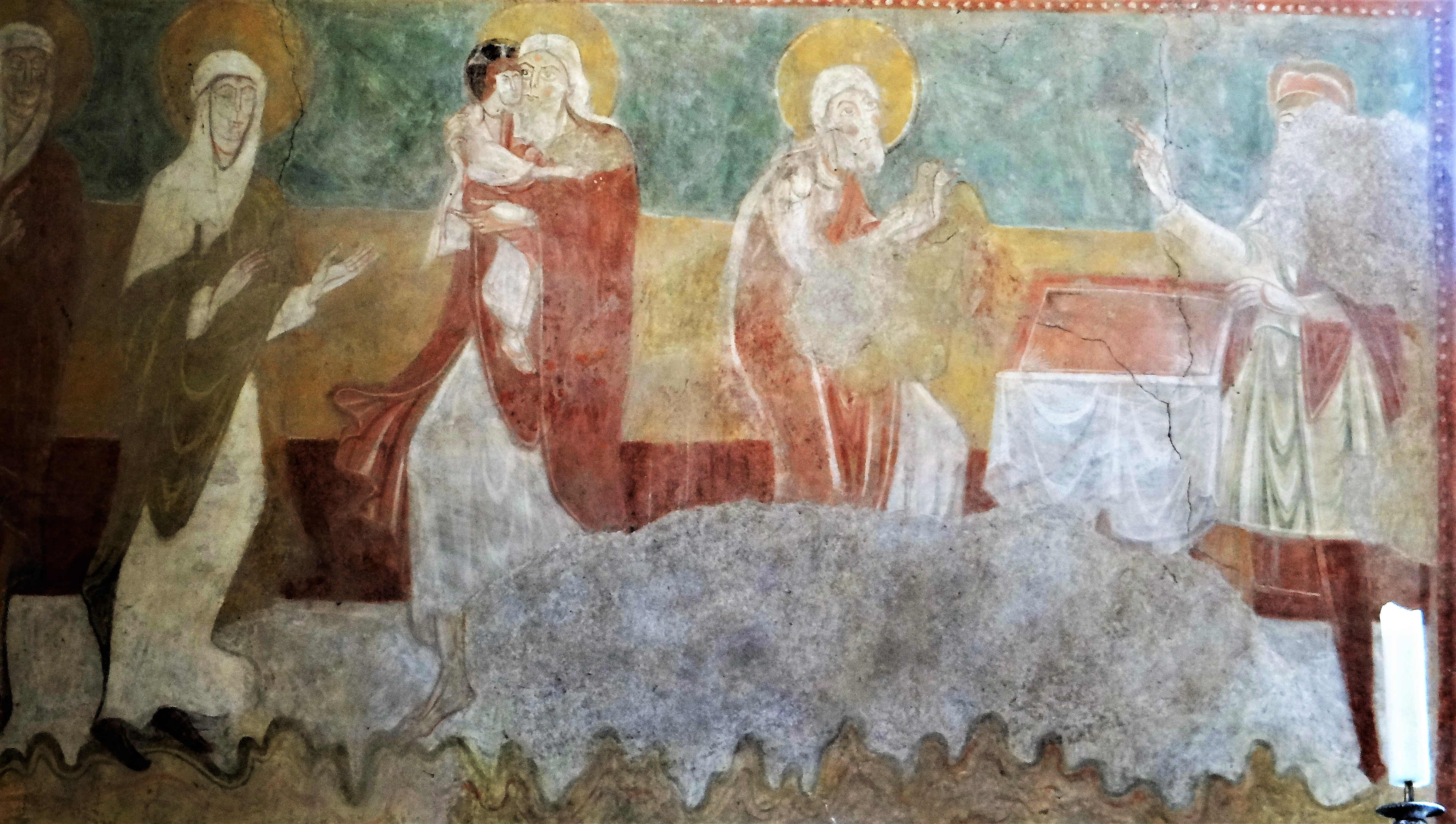
Présentation de Jésus au temple.
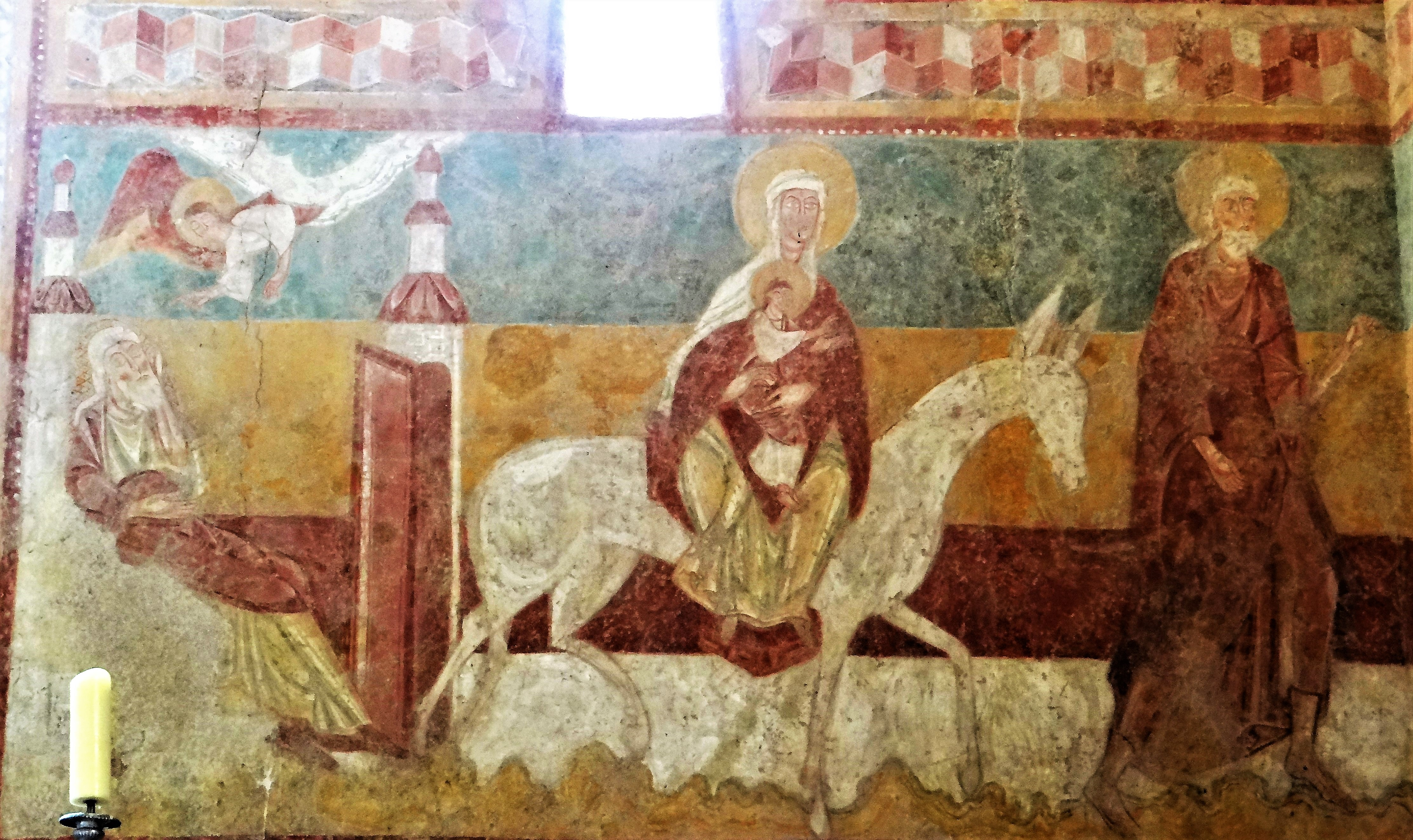
Songe de Joseph et fuite en Égypte.
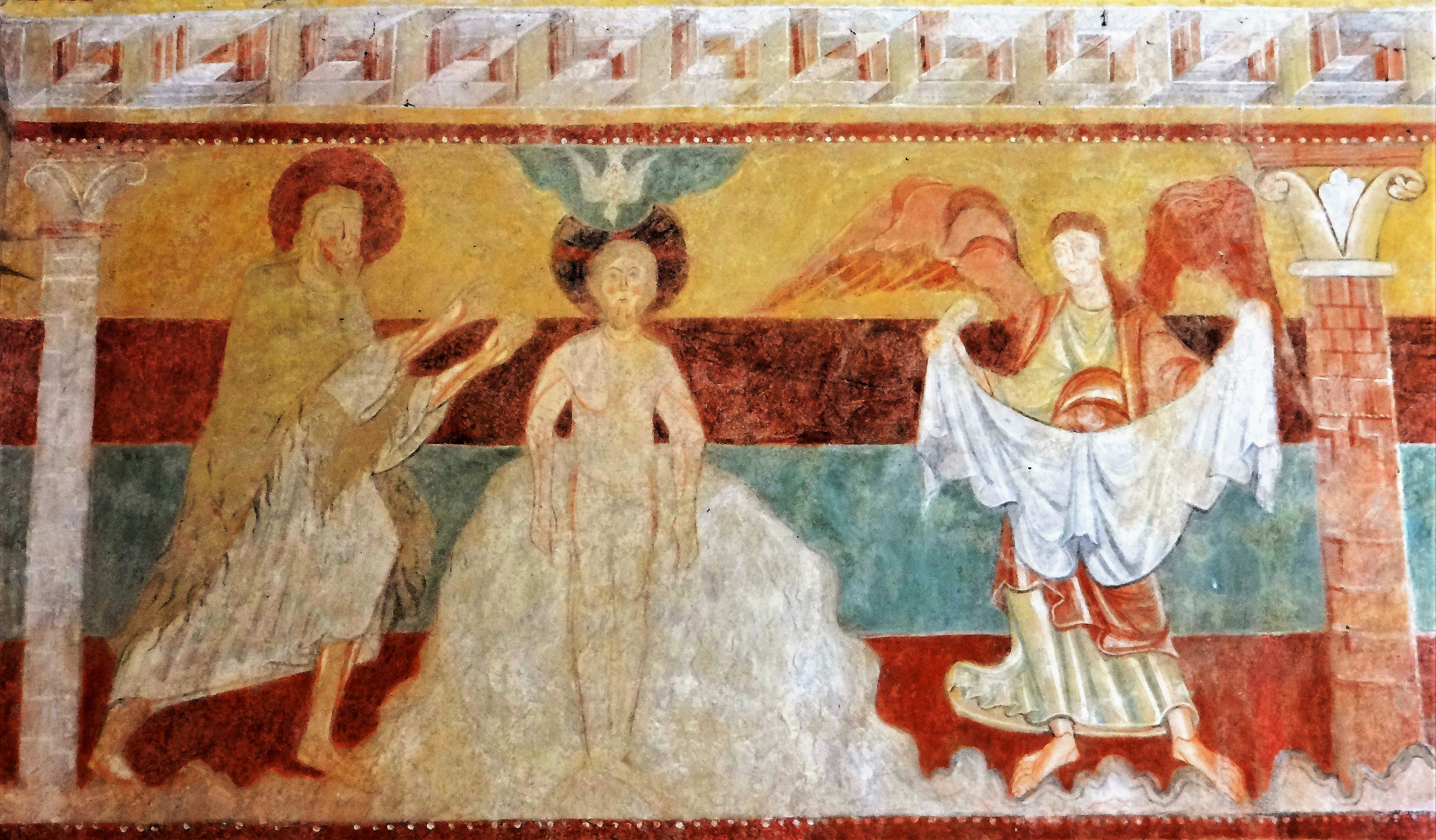
Baptême de Jésus.
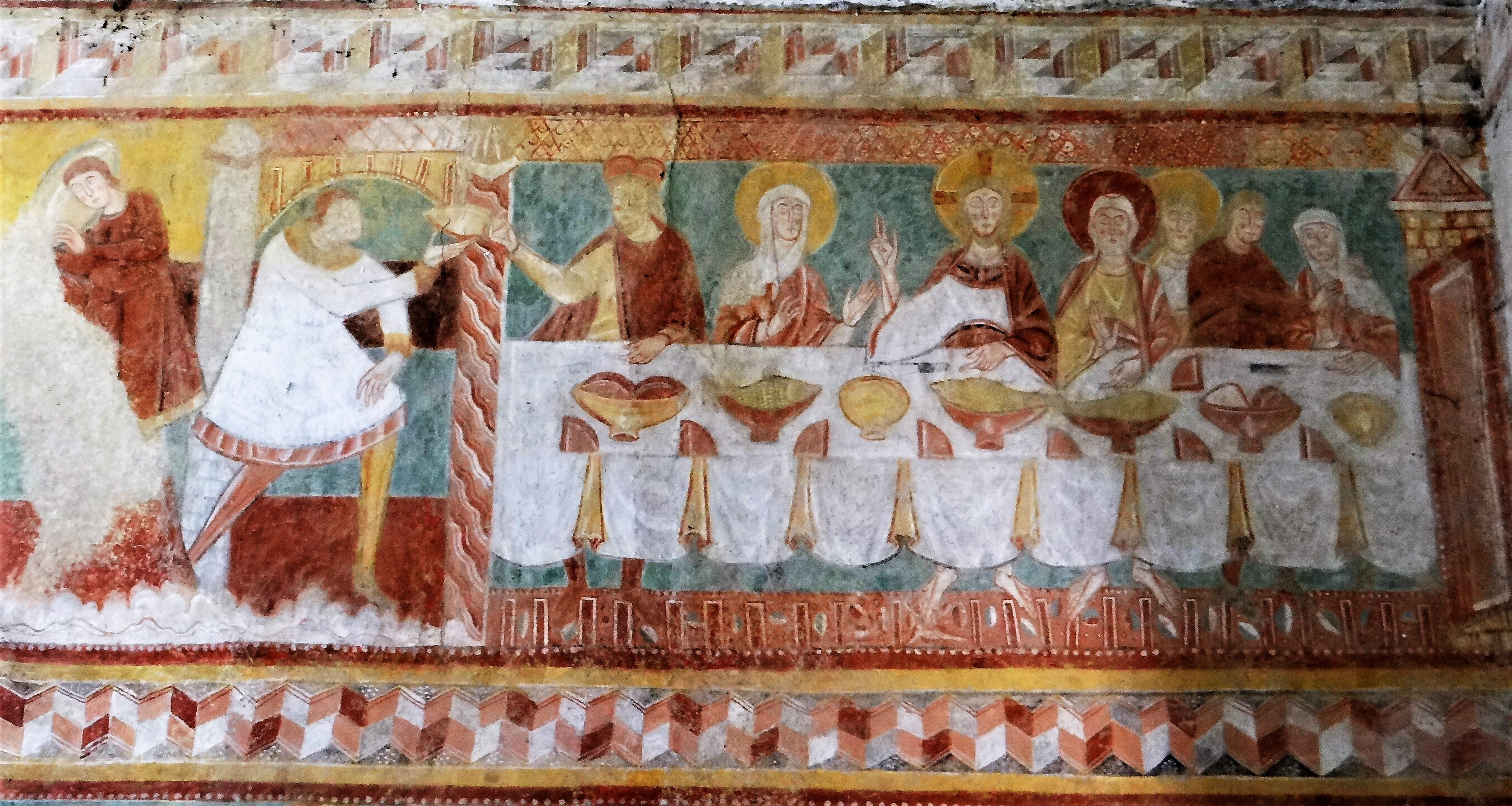
Noces de Cana.
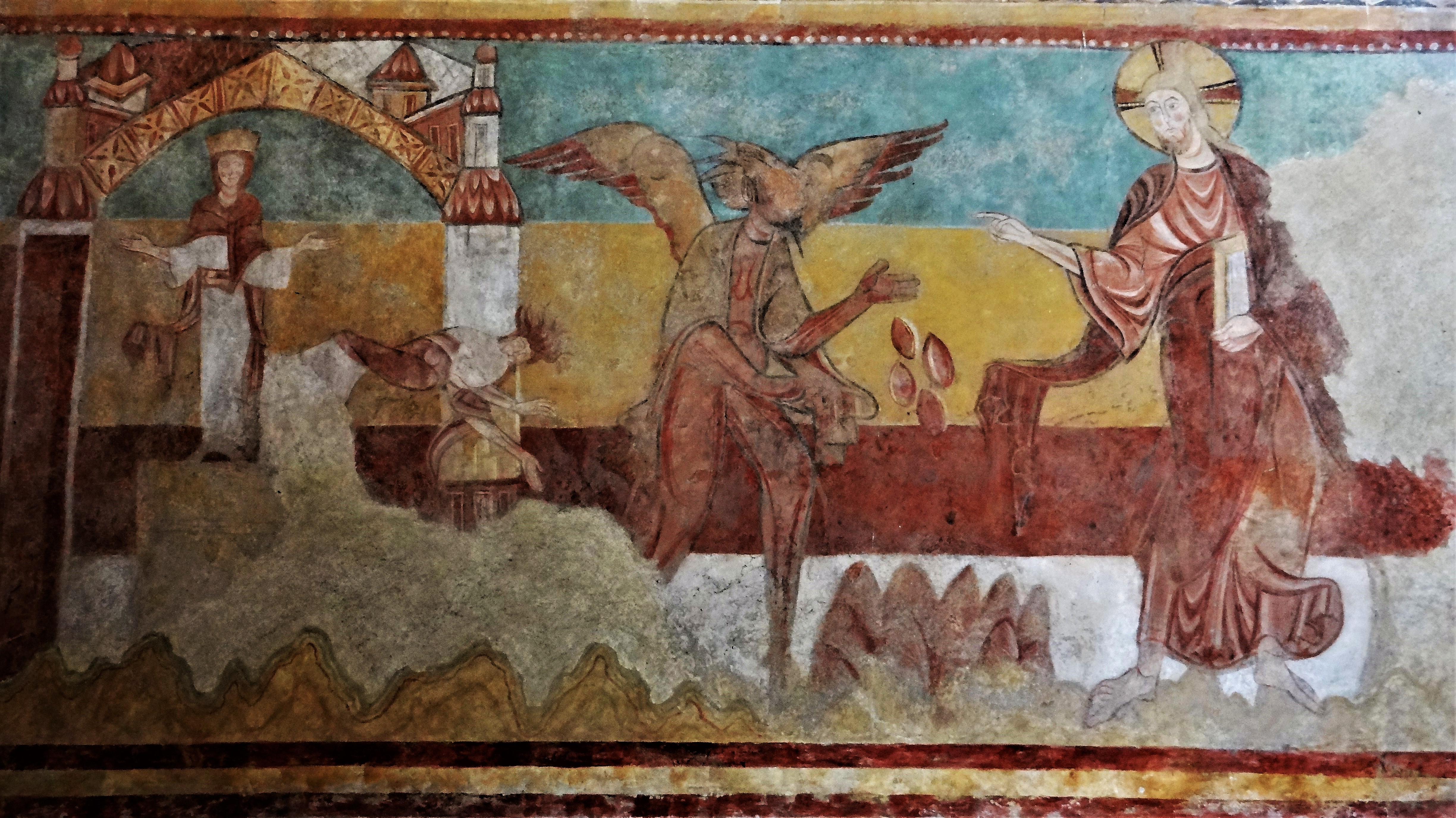
Destruction des idoles et tentation de Jésus dans le désert.
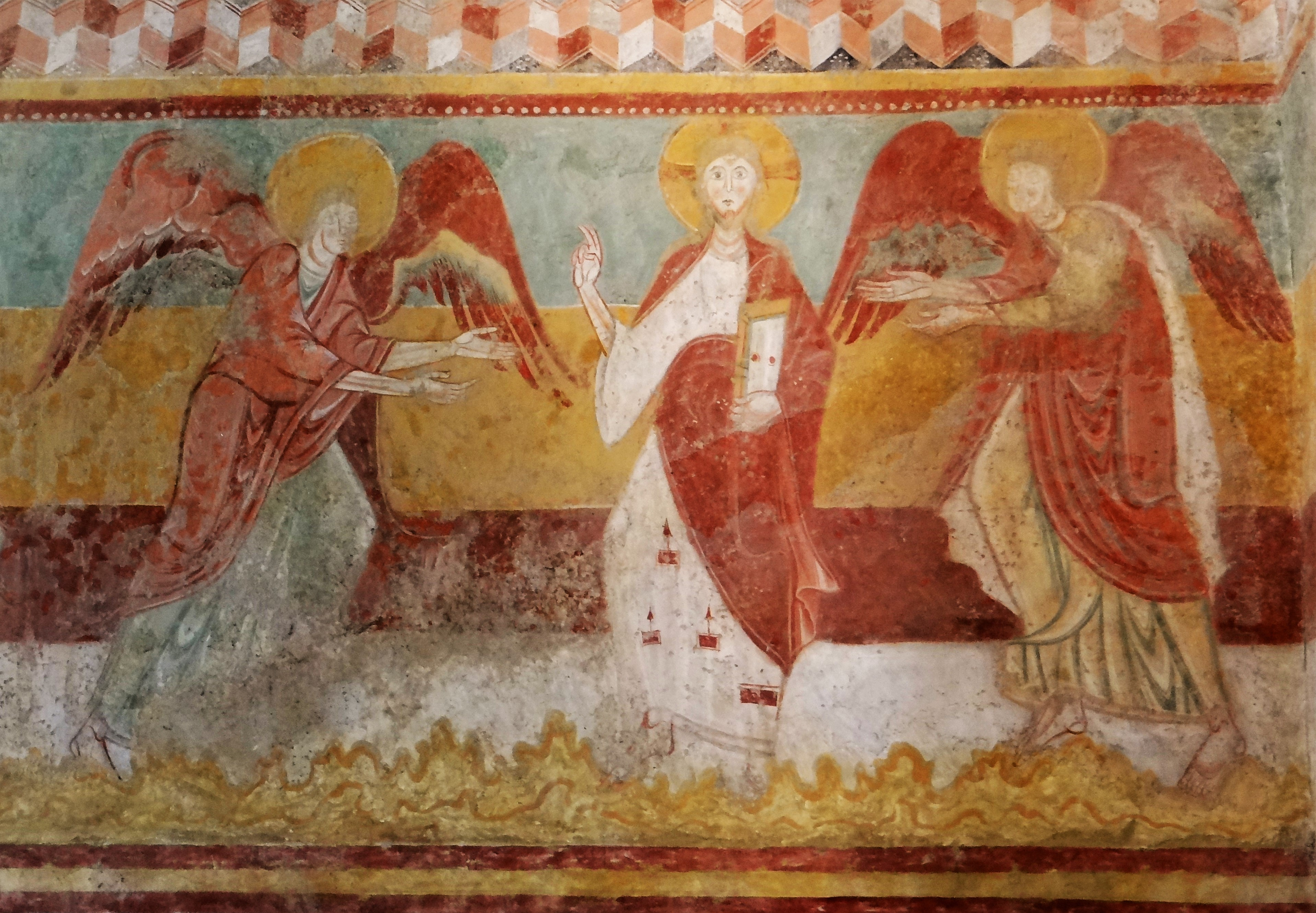
Jésus servi par les anges.

Sur l'intrados de l'arche permettant la communication entre la nef et le chœur ont été représentées des scènes des travaux des mois.

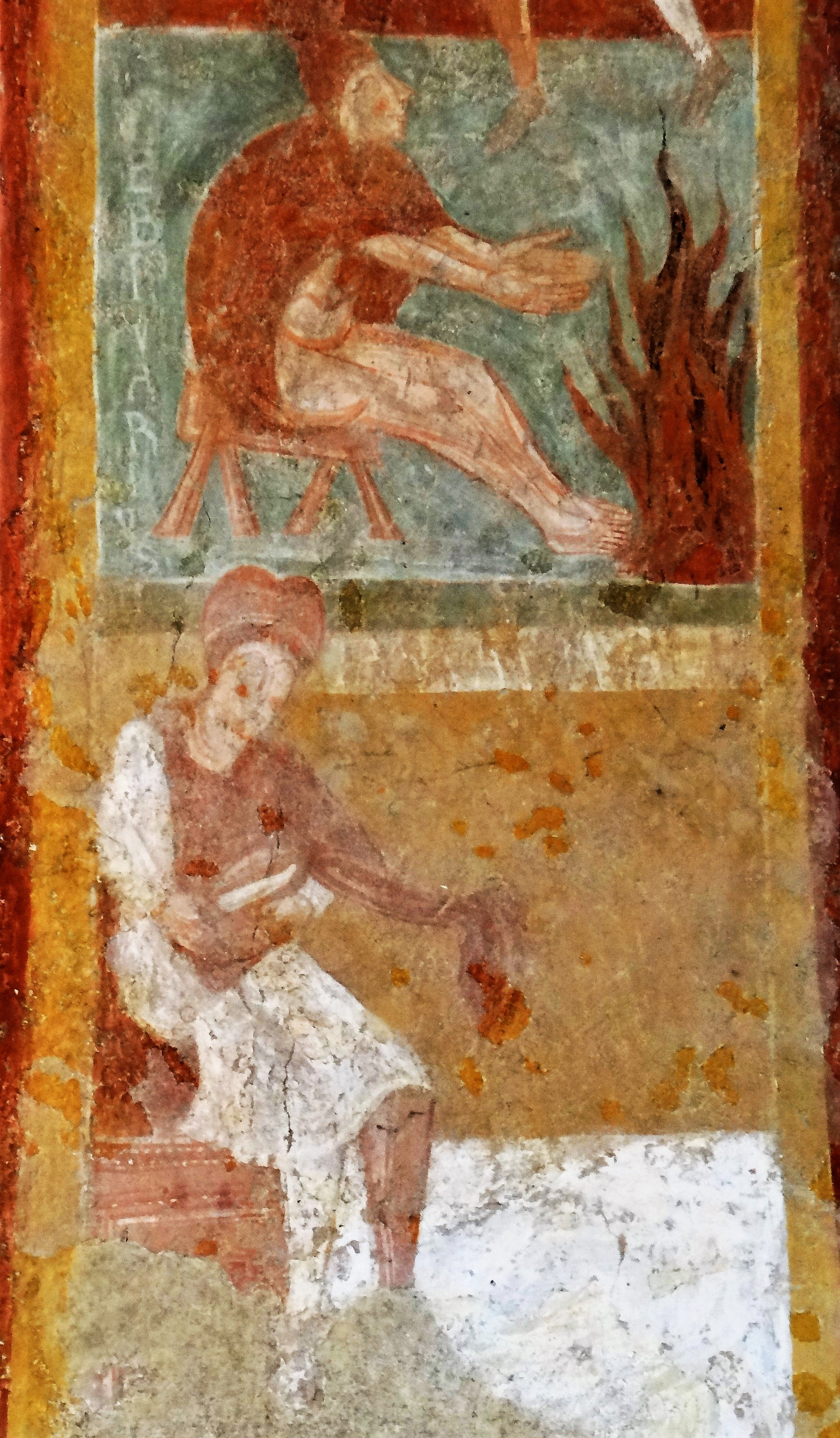
Janvier et février.
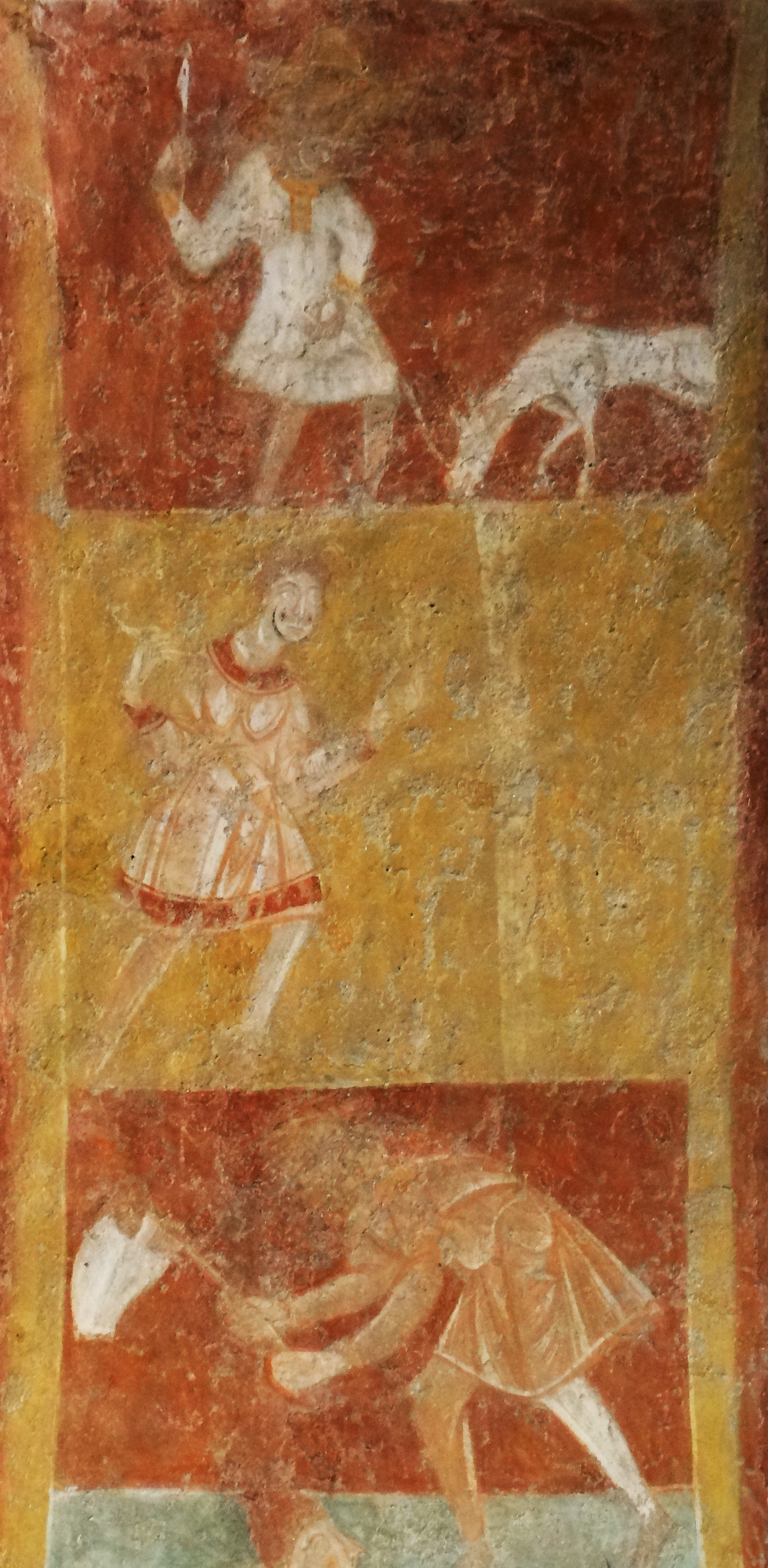
Mars, avril, mai.
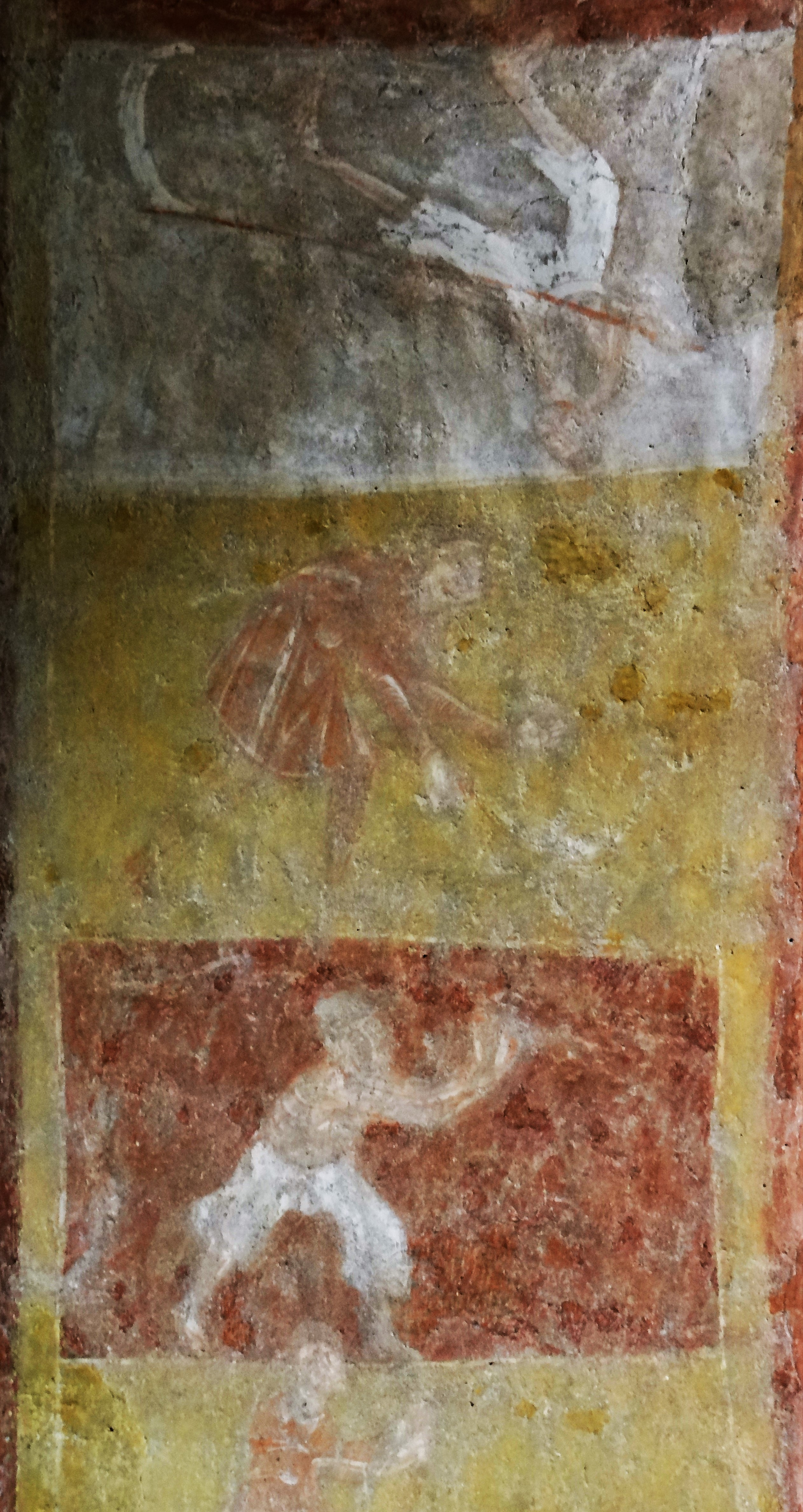
Juin, juillet, août.
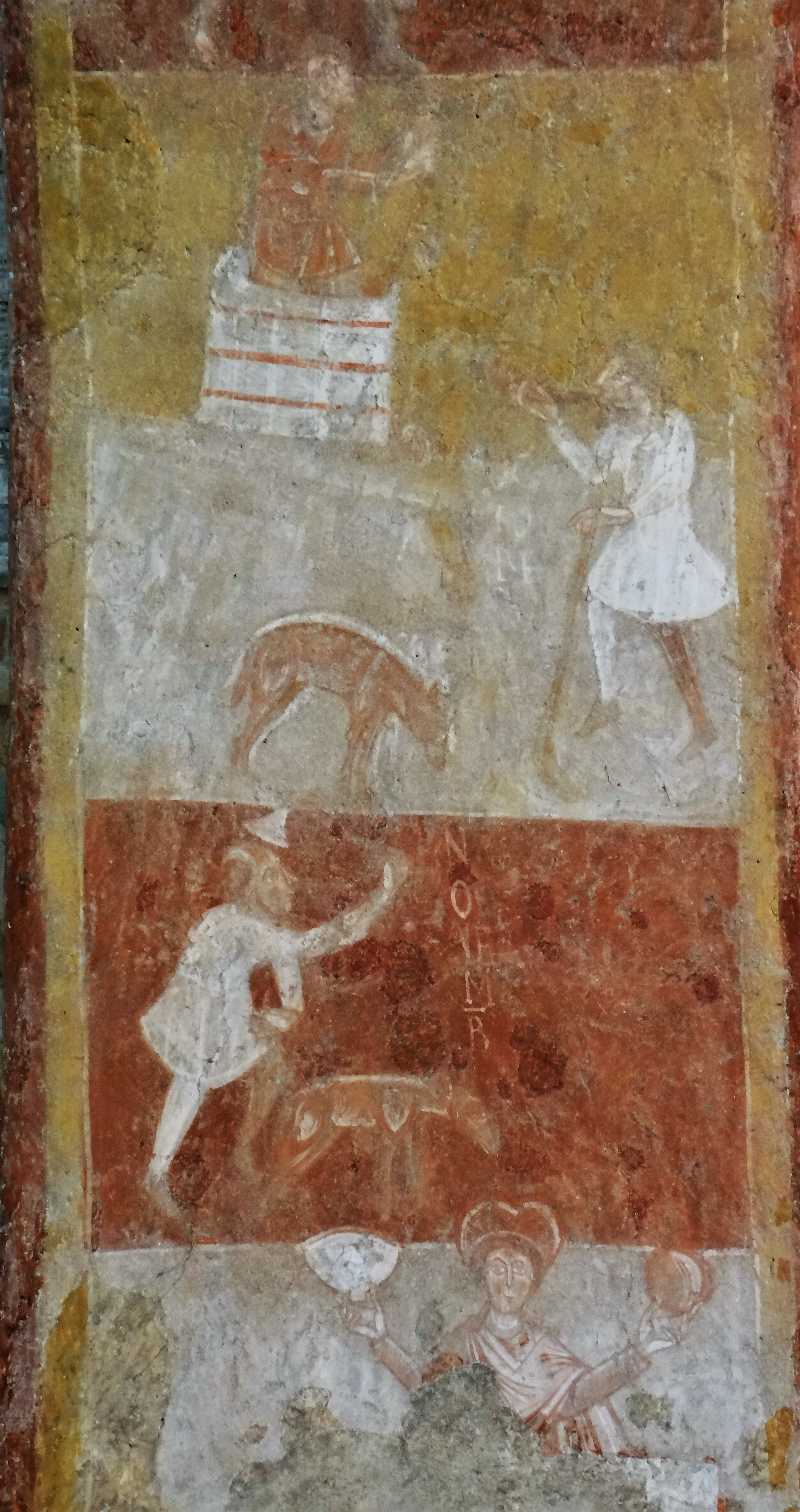
Septembre, octobre, novembre et décembre.